# Marlene Dietrich
Marlene Dietrich (maɐˈleːnə ˈdiːtʁɪç, Berlin, Njemačka, 27. prosinca 1901. – Pariz, Francuska, 6. svibnja 1992.) bila je njemačko-američka glumica i pjevačica.
U Berlinu 1920-ih, glumila je u kazalištu i u nijemim filmovima. Njen lik Lola-Lole iz filma Plavi anđeo, redatelja Josefa von Sternberga, donio joj je međunarodnu slavu i ugovor s američkom filmskom kompanijom Paramount Pictures. Hollywoodski filmovi kao Shanghai Express i Želja iskoristili su njen glamur i egzotični izgled i učvrstili status zvijezde, kao jedne od najplaćenijih glumica toga vremena. Američkom državljankom postala je 1939., te je tijekom drugog svjetskog rata bila istaknuta zabavljačica savezničkih trupa. Premda je nakon rata povremeno još glumila na filmu, od 1950-ih do 1970-ih većinom je bila na turnejama kao uspješna šou izvođačica.

## Djetinstvo
Rođena je kao Maria Magdalena Dietrich 27. prosinca 1901. u Schönebergu, četvrti Berlina, glavnom gradu Njemačke. Bila je mlađa od dvije kćeri (njena sestra Elisabeth bila je godinu dana starija) Louisa Ericha Otta Dietricha i Wilhelmine Elisabeth Josephine Felsing, koji su se vjenčali prosinca 1898. Njena majka bila je iz imućne berlinske obitelji koja je posjedovala urarsku tvrtku dok je njen otac bio policijski poručnik. Njen otac umire 1911., te njegov najbolji prijatelj, Eduard von Losch, aristokratski poručnik u Grenadirima udvarao Wilhelmini. Vjenčali su se 1916., ali on ubrzo potom umire od rana zadobivenih tijekom prvog svjetskog rata. Eduard von Losch nije nikada službeno usvojio djecu Dietrichovih, stoga prezime Marlene Dietrich nije nikada bilo von Losch, kao što je ponekad tvrdila. U obitelji, imala je nadimak "Lena" i "Lene" (izgovor Lej-ne). U dobi od oko 11 godina, spojila je svoja dva imena u tada novo ime "Marlene".
Od 1906. do 1918. pohađala je školu za djevojke Auguste Victoria, gdje je učila violinu i kao tinejdžerica zainteresirala se za kazalište i poeziju. Nakon ozljede ručnog zloba, morala je odustati od svoje namjere da postane koncertna violinistica.

## Početak karijere
Godine 1921., Dietrich se neuspješno prijavila na audiciju za dramsku akademiju kazališnog redatelja i impresarija Maxa Reinhardta. Ipak, ubrzo nalazi posao u njegovim kazalištima kao djevojka u zboru i igrajući male uloge u dramama, bez da isprva privuče neku veću pozornost.
Na filmu debitira 1922. igrajući epizodnu ulogu u filmu So sind die Männer. Iste godine, na snimanju filma Tragödie der Liebe, upoznaje svog budućeg muža Rudolfa Siebera. Vjenčali su se 17. svibnja 1924. Njeno jedino dijete, kćer Maria Elisabeth Sieber, kasnije poznata kao Maria Riva, rođena je 13. prosinca 1924. 
1920-ih, Marlene Dietrich nastavila je s radom na filmu i kazalištu u Berlinu i Beču. Na pozornici, igrala je raznolike uloge u Pandorinoj kutiji Franka Wedekinda, 
Ukroćenoj goropadnici i Snu ljetne noći Williama Shakespearea i  Back to Methuselah i  Misalliance Georgea Bernarda Shawa. Ipak, najveću pažnju privlači mjuziklima i revijama kao Broadway, Es Liegt in der Luft i Zwei Krawatten. Do kraja 1920-ih, igra već značajnije uloge u filmovima Café Elektric (1927.), Ich küsse Ihre Hand, Madame (1928.) i Das Schiff der verlorenen Menschen (1929).
Godine 1929. ostvarila je ključnu ulogu Lola-Lole, kabaretske pjevačice koja prouzroči društveni pad do tada cijenjenog učitelja, u filmu Plavi anđeo (1930.), produkciji čuvenog Universum Filma. Redatelj filma bio je Josef von Sternberg, kome je kasnije priznato "otkriće" Marlene Dietrich. Film je također značajan radi čuvene pjesme Ich bin von Kopf bis Fuß auf Liebe eingestellt, kasnije jedna od najpoznatijih pjesama Marlene Dietrich.

## Filmska zvijezda
Na valu međunarodnog uspjeha Plavog anđela, i s ohrabrenjem i promocijom von Sternberga koji se već etablirao u Hollywoodu, Dietrich se pod ugovorom s Paramount Picturesom preselila u Sjedinjene Države. Studio je namjeravao promovirati Marlene Dietrich kao njemački odgovor MGM-ovoj švedskoj senzaciji Greti Garbo. Njen prvi američki film Maroko, u režiji von Sternberga, donio joj je jedinu nominaciju za Oscara, premda je tada još slabo govorila engleski i svoj tekst izgovarala fonetski.
Između 1930. i 1935. glumila je u šest filmova u režiji Josefa von Sternberga: Maroko, Obesčašćena, Shanghai Express, Plava Venera, Grimizna carica i Žena je vrag. U Hollywoodu, von Sternberg je za Marlene Dietrich vrlo uspješno kreirao imidž fatalne žene, ohrabrivao ju je da smršavi i intenzivno je učio glumi. Ona je zauzvrat u njega imala puno povrenje i bila je voljnja pratiti von Sternbergov autoritarni stil rada.
Ključni dio ukupnog dojma tadašnjeg zvjezdanog statusa Marlene Dietrich stvorila je von Sternbergova izuzetna vještina rasvjete i fotografije, korištenjem svjetla i sjene, uključujući i efekte svjetla kroz veo ili žaluzine (kao npr. u Shanghai Expressu) koji u kombinaciji s minucioznom pažnjom posvećenom svim aspektima scenskog dizajna i kostima, taj niz filmova čine među vizualno najstiliziranijim u povijesti filma. Kritičari i dalje raspravljaju koliko je to bila zasluga von Sternberga a koliko Marlene Dietrich, no većina se slaže da oboje više nisu dostigli takav vrhunac umjetničkog izraza, nakon što su prestali surađivati kada je Paramount otpustio von Sternberga.
Bez von Sternberga, Dietrich je zajedno s Fredom Astaireom, Joan Crawford, Mae West, Dolores del Río, Katharine Hepburn i drugima, bila etiketirana kao "box office poison" (doslovno "otrov za blagajne") nakon što se njen film Knight Without Armour iz 1937. pokazao kao veliki komercijalni promašaj. Ipak, 1939. njena slava doživljava novi uzlet nakon uloge salunske djevojke Frenchie u Vestern komediji Destry ponovo jaše, s Jamesom Stewartom kao partnerom. Film je također predstavio još jednu njenu omiljenu pjesmu, "The Boys in the Back Room". Sličnu ulogu igrala je zajedno s Johnom Wayneom 1942. u filmu The Spoilers.
Premda nije nikada u potpunosti povratila svoju bivšu slavu, nastavila je glumiti na filmu, uključujući i uloge u filmovima čuvenih redatelja kao Billy Wilder, (Vanjska politika, Svjedok optužbe), Fritz Lang (Rancho Notorious), Alfred Hitchcock (Trema) i Orson Welles (Dodir zla).

## Drugi svjetski rat
Marlene Dietrich bila je poznata po snažnim političkim uvjerenjima i izjavama. U intervjuima, izjavila je da su je kontaktirali predstavnici Nacističke stranke i nudili povratak u Njemačku, što je ona glatko odbila. Dietrich, zakleta antinacistikinja, postala je 1939. američkom državljankom.
Prosinca 1941., Sjedinjene Države ulaze u drugi svjetski rat, te Dietrich postaje jedna od prvih zvijezda koje su plasirale ratne obveznice. Obilazila je Sjedinjene Države od siječnja 1942.
do rujna 1943. (i istupila pred 250 000 vojnika samo na turneji po pacifičkoj obali) i navodno prodala više obveznica od bilo koje druge filmske zvijezde.
Tijekom dvije dugačke turneje za United Service Organizations (USO) 1944. i 1945., nastupala je za savezničke trupe na prvim linijama u Alžiru, Italiji, Engleskoj i Francuskoj, i kasnije zajedno s generalima Jamesom Gavinom i Georgeom Pattonom otišla u Njemačku. Na pitanja zašto je to učinila, unatoč očitoj opasnosti njemačkih prvih linija na samo nekoliko kilometara udaljenosti, odgovorila bi, "aus Anstand" — "iz pristojnosti". Njen program, s budućim TV pionirom Dannyjem Thomasom u uvodnim nastupima, uključivao je pjesme iz njenih filmova, glumu, i izvedbe na glazbenoj pili, vještinu koju je naučila za kazališne nastupe u Belinu 1920-ih.
Godine 1944., odjel za moral Ureda za strateške usluge (OSS) započeo je projekt Musac, emitiranja glazbene propagande radi demoraliziranja neprijateljskih vojnika. Marlene Dietrich, jedina izvođačica koja je znala kako će se upotrijebiti njene snimke, snimila je za projekt nekoliko pjesama na njemačkom, uključujući Lili Marleen, omiljenu kod vojnika na obje strane sukoba. William Joseph Donovan, šef OSS-a, pisao je Marleni Dietrich: "Osobno sam duboko zahvalan na vašoj velikodušnosti u izradi ovih snimaka za nas."
Godine 1945., odlikovana je američkom Predsjedničkom medaljom slobode, te je izjavila da je to počast na koju je najviše ponosna. Također, za njen ratni angažman, francuska vlada odlikovala ju je Legijom časti.

## Pjevačica
Kenneth Tynan njen je glas nazvao "trećom dimenzijom". Ernest Hemingway smatrao je da "ako nebi imala ništa više osim svog glasa, mogla bi vam njime slomiti srce."
Njena glazbena karijera trajala je više od 50 godina. Prije međunarodne slave, snimila je duet, "Wenn die Beste Freundin", s Margo Lion. Pjesma je sa svojim lezbijskim prizvukom bila hit u Berlinu 1928. 1930., snima na engleskom i njemačkom jeziku za berlinsku Electrolu odabir pjesama iz filma Plavi anđeo. Tom je prilikom prvi puta snimila i Hollaenderovu Ich bin von Kopf bis Fuß auf Liebe eingestellt, kasnije njena najpoznatija pjesma koju je pjevala na svim koncertima.
Godine 1933. u Parizu je za Polydor snimila nekoliko klasičnih skladbi, uključujući "Allein in Einer Grossen Stadt" Franza Waxmana. 1939. za Decca Records snima "The Boys in the Back Room" iz filma Destry ponovo jaše, dok je 1945. snimila svoju veziju "Lili Marleen". 1950-ih potpisala je ugovor za Columbia Records s Mitchom Millerom kao njenim producentom. LP iz 1950., Marlene Dietrich Overseas, s njemačkim prijevodima američkih pjesama iz doba drugog svjetskog rata, bio je hit. Snimila je također i nekoliko dueta s Rosemary Clooney, usmjerenih ka mlađoj publici i top listama.
Tijekom 1960-ih snimila je nekoliko albuma i mnogo singlova, većinom s Burtom Bacharachom na čelu orkestra. Dietrich in London, snimka uživo koncerta u Queen's Theatre 1964., trajan je dokument Marlene Dietrich na koncertu. 1978., izvedba naslovne pjesme in njenog posljednjeg filma, Just a Gigolo, objavljena je kao singl. Svoje posljednje snimke, govorne uvode za pjesme albuma Ude Lindenberga, snimla je u svom pariškom stanu 1987.
Na pitanje Maximiliana Schella u njegovom dokumentarcu Marlene (1984.), koje su joj najdraže snimke, Dietrich je odgovorila da misli da je Marlene singt Berlin-Berlin (1964.) – album s njenim starim berlinskim šlagerima - najbolji snimljeni rad.

## Kazalište i kabare
Od početka 1950-ih do sredine 1970-ih, radila je skoro isključivo kao visoko-plaćena kabaretska umjetnica, s nastupima uživo u velikim kazalištima širom svijeta.
Godine 1953., ponuđeno joj je tada velikih 30 000 američkih dolara za nastup uživo u Sahara Hotelu u Las Vegasu. Kratki nastup, sastojao se od samo nekoliko njenih pjesama, ali dražesno prozirni kostimi, koje je kreirao Jean Louis, privukli su mnogo publiciteta. Angažman je bio toliko uspješan da je dogovoren nastup u Cafė de Paris u Londonu iduće godine, te je i Las Vegaski ugovor također bio obnovljen. Kada je sredinom 1950-ih Marlene Dietrich kao svog glazbenog aranžera angažirala Burta Bacharacha, njeni nastupi počeli su se iz jednostavne izvedbe namijenjene noćnim klubovima razvijati u ambicioznije predstave s postavom novog materijala. Repertoar je uključivao pjesme iz njenih filmova, kao i aktualne popularne pjesme. Bacharachovi aranžmani pomogli su prikriti njen ograničen raspon glasa - bila je alt – i omogućili izvedbe pjesama s najvećim dramatskim efektom.
Njen povratak u Njemačku 1960. povodom koncertne turneje izazvao je podijeljene reakcije. Mnogi su Nijemci smatrali da je svojim djelima tijekom drugog svjetskog rata iznevjerila svoju domovinu. Tijekom nastupa u berlinskom teatru Titania Palast, prosvjednici su pjevali "Marlene Go Home!" S druge strane, bila je toplo primljena kod mnogih drugih Nijemaca, uključujući i berlinskog gradonačelnika Willyja Brandta. Turneja je bila umjetnički trijumf, ali i financijski neuspjeh. Otprilike u isto vrijeme, pošla je i na uspješnu turneju u Izrael. Na koncertima je pjevala na njemačkom, uključujući i njemačku verziju Seegerove anti-ratne pjesme "Where Have All the Flowers Gone", probivši neslužbenu zabranu korištenja njemačkog u Izraelu.
Godina 1964. i 1965. nastupila je također i na Edinburškom festivalu s Bacharachom kao dirigentom, i dvaput na Broadwayu (1967. i 1968.), osvojivši posebnu nagradu Tony za svoje nastupe. Njeni kostimi, pripijene haljine pokrivene tisućama kristala i ogrtač od labuđeg perja, i pomno postavljena rasvjeta na pozornici, omogućili su glamorozan izgled i u poodmakloj dobi.
Studenoga 1972., verzija njenog broadwayskog nastupa snimljena je u Londonu. Bila je plaćena 250 000 američkih dolara ali i nezadovoljna rezultatom. Predstava, izvorno nazvana I Wish You Love, emitirana je u Velikoj Britaniji 1. siječnja 1973. i u Sjedinjenim Državama 13. siječnja 1973. na CBS-u. U kasnijim VHS i DVD izdanjima, naziv predstave promijenjen je u An Evening With Marlene Dietrich.

## Posljednje godine
Šou biznis karijera Marlene Dietrich većim je dijelom završena 29. rujna 1975. kada je tijekom nastupa u Sydneyu u Australiji slomila nogu. Njen muž, Rudolf Sieber, umro je 24. lipnja 1976.
Njen posljednji filmski nastup bio je cameo u filmu Just a Gigolo (1979.), s Davidom Bowiem u glavnoj ulozi.
Kao alkoholičarka i ovisnica o analgeticima, povukla se u svoj stan na broju 12 u aveniji Montaigne u Parizu. Posljednjih 11 godina života većinom provodi vezana uz krevet, dopuštajući 
samo rijetkim odabranima, ukljućujući obitelj i zaposlenike, da posjete njen dom. U to doba, vrijeme provodi većinom telefonirajući i pišući pisma. Njena autobiografija, Nehmt nur mein Leben, objavljena je 1979.
Godine 1982., pristala je sudjelovati u dokumentarcu o svom životu, Marlene (1984.), ali je odbila biti snimljena. Redatelju filma, Maximilianu Schellu, bilo je dozvoljeno samo snimiti njen glas. Kao temelj filma koristio je intervjue s Marlene Dietrich, i kolaž filmskih isječaka iz njene filmske karijere. Dokumentarac je osvojio nekoliko europskih filmskih nagrada i nominaciju za Oscara kao najbolji dokumentarac 1984. Newsweek ga je prozvao "jedinstvenim filmom, možda najfascinantnijim i uzbudljivijim dokumentarcem ikada snimljenim o velikoj filmskoj zvijezdi."
Započela je blisko prijateljstvo s biografom Davidom Bretom, za kojeg se smatra da je, izvan njene obitelji, bio posljednja osoba koja je razgovarala s njom. Bila je u stalnom kontaktu sa svojom kćeri koja ju je redovno posjećivala u Parizu. U Intervjuu za njemački časopis Der Spiegel studenoga, 2005., njena kći i unuk tvrde da je tih godina bila politički aktivna, i održavala telefonske kontakte sa svjetskim liderima, uključujući Ronalda Reagana i Mihaila Gorbačova, s mjesečnim telefonskim računima od preko 3000 USD. 1989., njen apel za spas filmskih studija Babelsberg emitiran je na BBC Radio, dok je 1990. telefonski govorila na televiziji povodom pada berlinskog zida.
Umrla je od zatajenja bubrega 6. svibnja 1992. u Parizu, u dobi od 90 godina. Služba je održana u La Madeleine pred 3500 ljudi i mnoštvom ljudi izvan crkve. Njeno tijelo, prekriveno američkom zastavom, vraćeno je u Berlin, te je pokopana na Städtischer Friedhof III, u Berlin-Schönebergu, Stubenrauchstraße 43–45, Friedenau, kraj svoje majke i nedaleko od kuće gdje je rođena.

## Osobni život
Za razliku od profesionalne slave, pomno kreirane i održavane, njen privatni život bio je skrivan od javnosti. Marlene Dietrich bila je biseksualna, te je u mladosti u Berlinu uživala na cvatućoj 
gay sceni i drag balls tog doba.
Udala se samo jednom, za asistenta redatelja Rudolfa Siebera, kasnije asistenta redatelja u Paramount Pictures u Francuskoj, odgovornog za sinkronizaciju stranog jezika. Njeno jedino dijete, kćer Maria Elisabeth Sieber, rođena je u Berlinu 13. prosinca 1924., kasnije poznata kao Maria Riva, bila je glumica, s karijerom uglavnom na televiziji. Kada je Maria Riva 1948. rodila sina, Marlene Dietrich je nazvana "najglamuroznijom bakom na svijetu". 1992., Maria Riva je objavila iskrenu biografiju o svojoj majci, nazvanu Marlene Dietrich.
Tijekom karijere, imala je beskrajan niz ljubavnih veza, neke vrlo kratke, dok su druge trajale desetljećima, često istovremeno i skoro sve poznate njenom mužu kome je imala običaj pokazivati pisma svojih ljubavnika, ponekad s zajedljivim komentarima. 1938., srela je Ericha Maria Remarquea i s njime započela vezu, a 1941. s francuskim glumcem i ratnim herojem Jeanom Gabinom. Njihova veza završila je sredinom 1940-ih. Također, bila je u vezi i s kubansko-američkom spisateljicom Mercedes de Acosta, ljubavnicom Grete Garbo. Njena posljednja velika ljubav, u svojim 50-im godinama, čini se da je bio glumac Yul Brynner, ali ljubavni život nastavio se i u njenim 70-im godinama. U svoja osvajanja, ubrajala je i Georgea Bernarda Shawa i Johna Kennedyja. Svog muža i njegovu ljubavnicu izdržavala je najprije u Europi i kasnije na ranču u dolini San Fernanda u Kaliforniji.
Dietrich je bila ateistkinja. Odgojena ja kao protestant ali izgubila je vjeru radi svojih ratnih iskustava vojne zabavljačice kada je čula da propovjednici s obje strane sukoba prizivaju Boga u svoju pomoć. Jednom je rekla: "Ako Bog postoji, mora preispitati svoj plan."

## Stil i nasljeđe
Marlene Dietrich bila je modna ikona vrhunskih dizajnera i filmska ikona koju su oponašale kasnije zvijezde. Zajedno s Katharine Hepburn, bila je od 1930-ih jedna od prvih žena koja je javno nosila hlače. Izjavila je: "Oblačim se radi sebe. Ne za imidž, ne za publiku, ne za modu, ne za muškarce." Njen javni imidž i neki od njenih filmova uključivali su naglašenu nijansu seksualnosti, uključujući i biseksualnost.
Znatna količina akademske literature, posebno nakon 1975., analizira imidž Marlene Dietrich kakvog je kreirala filmska industrija u raznim teoretskim okvirima, uključujući psihoanalizu. Naglašena je, između ostaloga, "fetišistička" manipulacija ženskog imidža.
1992., otkrivena je ploča na Leberstraße 65 u Berlin-Schönebergu, mjestu njenog rođenja. Poštanska marka s njenim portretom izdana je u Njemačkoj 14. kolovoza 1997.
Za neke Nijemce, ostaje kontroverzna figura i ratni izdajica. 1996., nakon ponešto kontroverzi, odlučeno je se u Berlin-Schönebergu neće po njoj nazvati ulica. Ipak, 8. studenoga, 1997., u centru Berlina u njenu je čast nazvan trg Marlene-Dietrich-Platz, s natpisom Berliner Weltstar des Films und des Chansons. Einsatz für Freiheit und Demokratie, für Berlin und Deutschland ("Berlinska svjetska zvijezda filma i glazbe. Posvećena slobodi i demokraciji, Berlinu i Njemačkoj.). 16. svibnja 2002., proglašena je počasnom građankom Berlina.

## Ostavština
24. listopada 1993., najveći dio njenog imetka prodan je filmskom muzeju Stiftung Deutsche Kinemathek - nakon što američke institucije nisu pokazale interes - gdje je postao središnjim dijelom izložbe u Filmmuseumu Berlin. Kolekcija uključuje: preko 3000 tekstilnih predmeta od 1920-ih do 1990-ih, uključujući filmske i scenske kostime kao i tisuće predmeta njene osobne garderobe, 15 000 fotografija Cecila Beatona, Horsta P. Horsta, Georgea Hurrella, Lorda Snowdona i Edwarda Steichena, 300 000 stranica dokumenata, uključujući korespondenciju s Burtom Bacharachom, Yulom Brynnerom, Mauriceom Chevalierom, Noëlom Cowardom, Jeanom Gabinom, Ernestom Hemingwayem, Karlom Lagerfeldom, Nancy i Ronaldom Reaganom, Erichom Maria Remarqueom, Josefom von Sternbergom, Orsonom Wellesom i Billyjem Wilderom, i druge predmete kao filmske plakate i zvučne snimke.
Sadržaj njenog manhattanskog stana, zajedno s drugim osobnim predmetima, odjećom i nakitom, prodan je na javnoj aukciji u Sotheby's (Los Angeles) 1. studenoga 1997. Stan, (na 993 Park Avenue) također je prodat 1998. za 615 000 USD.

## Radovi

### Odabrana filmografija
- Plavi anđeo (1930.)
- Maroko (1930.)
- Obesčašćena (1931.)
- Shangai express (1932.)
- Plava venera (1932.)
- Grimizna carica (1934.)
- Žena je vrag (1935.)
- Svjedok optužbe (1957.)
- Nirnberški proces (1961.)

### Odabrana diskografija
| Singlovi (odabrani) - 1928. "Wenn die beste Freundin" - 1928. "Es liegt in der Luft" - 1930. "Nimm Dich in acht vor blonden Frauen" - 1930. "Ich bin von Kopf bis Fuß auf Liebe eingestellt" - 1930. "Falling in Love Again" - 1930. "Ich bin die fesche Lola" - 1930. "Wenn ich mir was wünschen dürfte" - 1930. "Kinder, heut' abend, da such' ich mir was aus" - 1931. "Leben ohne Liebe kannst du nicht" - 1931. "Give Me the Man" - 1931. "Peter" - 1931. "Quand L´Amour meurt" - 1931. "Johnny, wenn du Geburtstag hast" - 1933. "Mein blondes Baby" - 1933. "Ja so bin ich" - 1933. "Allein in einer großen Stadt" - 1933. "Wo ist der Mann?" - 1939. "The Boys in the Backroom" - 1945. "Lili Marleen" (Engleska verzija) - 1954. "Ich hab' noch einen Koffer in Berlin" - 1960. "Lili Marleen" (Njemačka verzija) - 1962. "Sag mir wo die Blumen sind" - 1963. "Für alles kommt die Zeit" - 1964. "Die Antwort weiß ganz allein der Wind" - 1964. "Der Trommelmann" - 1965. "Such Trying Times" - 1966. "Still war die Nacht" - 1978. "Just a Gigolo" | Albumi - 1951. Marlene Dietrich Overseas - 1954. Live at the Café de Paris - 1959. Dietrich in Rio - 1960. Wiedersehen mit Marlene - 1964. Marlene singt Berlin - 1964. Die neue Marlene - 1964. Dietrich in London Kompilacije (odabrane) - 1949. Souvenir Album - 1952. M.D. Live 1932–1952 - 1959. Lil Marlene - 1969. Marlene Dietrich - 1973. The Best of Marlene Dietrich - 1974. Das war mein Milljöh - 1982. Her Complete Decca Recordings - 1992. The Marlene Dietrich Album - 1992. Art Deco Marlene Dietrich - 2007. Marlene Dietrich with the Burt Bacharach Orchestra |

### Radio
Istaknuti nastupi uključuju:
- Lux Radio Theater: The Legionnaire and the Lady s Clarkom Gableom (1. kolovoza 1936.)
- Lux Radio Theater: Desire s Herbertom Marshallom (22. srpnja 1937.)
- Lux Radio Theater: song of Songs s Douglasom Fairbanksom (20. prosinca 1937.)
- The Chase and Sanborn Program s Edgarom Bergenom i Donom Amecheom (2. lipnja 1938.)
- Lux Radio Theater: Manpower s Edwardom G. Robinsonom i Georgeom Raftom (15. ožujka 1942.)
- The Gulf Screen Guild Theater: Pittsburgh s Johnom Wayneom (12. travnja 1943.)
- Theatre Guild on the Air: Grand Hotel s Rayom Millandom (24. ožujka 1948.)
- Studio One: Arabesque (29. lipnja 1948.)
- Theatre Guild on the Air: The Letter s Walterom Pidgeonom (3. listopada 1948.)
- Ford Radio Theater: Madame Bovary s Claudeom Rainsom (8. listopada 1948.)
- Screen Director's Playhouse: A Foreign Affair s Rosalind Russell i Johnom Lundom (5. ožujka 1949.)
- MGM Theatre of the Air: Anna Karenina (9. prosinca 1949.)
- MGM Theatre of the Air: Camille (6. lipnja 1950.)
- Lux Radio Theater: No Highway in the Sky s Jamesom Stewartom (21. travnja 1952.)
- Screen Director's Playhouse: A Foreign Affair s Lucille Ball i Johnom Lundom (1. ožujka 1951.)
- The Big Show s Tallullah Bankhead u glavnoj ulozi (2. listopada 1951.)
- The Child, s Godfreyem Kentonom, radio igra u produkciji Richarda Imisona za BBC (18. kolovoza 1965.)
- Apel Marlene Dietrich za spas studija Babelsburg, BBC

Tijekom rata, imala je nekoliko nastupa u predstavama na američkom vojnom radiju AFRS, kao The Army Hour i Command Performance. 1952., imala je vlastitu seriju na američkom ABC-u nazvanu Cafe Istanbul. 1953. – 1954., nastupila je u 38 epizoda Time for Love na CBS-u. Također, snimila je 94 kratka inserta, "Dietrich Talks on Love and Life", za NBC-jev Monitor 1958.
Tijekom koncertnih turneja dala je mnogo radijskih intervjua širom svijeta. 1960., njen šou u teatru Tuschinski u Amsterdamu emitiran je uživo na nizozemskom radiju. 1962., nastup u pariškoj Olympiji također je emitiran na radiju.

### Televizija
Kompletni popis televizijskih nastupa:
- Unicef Gala (Düsseldorf, 1962.): kao gošća
- Cirque d'hiver (Pariz, 9. ožujka 1963.): Cameo kao "Garcon de Piste"
- Deutsche-Schlager-Festspiele  (Baden-Baden, 1963.): kao gošća
- Grand Gala du Disque (Edison Awards) (Haag, 1963.): kao gošća
- Galakväll pa Berns (Stockholm, 1963): koncert, s uvodom Karla Gerhardta i orkestrom pod ravnanjem Burta Bacharacha
- Royal Variety Performance (London, 4. studenoga 1963.): kao gošća
- The Stars Shine for Jack Hylton (London, 1965.): kao gošća
- The Magic of Marlene (Melbourne, listopad 1965.): koncert, s orkestrom pod ravnanjem Williama Blezarda.
- The 22nd Annual Tony Awards (New York, 21. travnja 1968.): govor prilikom primanja nagrade
- Guest Star Marlene Dietrich (Kopenhagen – za švedsku televiziju, 1970.): Intervju
- I Wish You Love (An Evening with Marlene Dietrich)  (London, 23. i 24. studenoga 1972.): posebni tv koncert, s orkestrom pod ravnanjem Stana Freemana.

## Objavljeni radovi
- Dietrich, Marlene (1989). Marlene, Salvator Attanasio (translator), Grove Press.
- Dietrich, Marlene (1962). Marlene Dietrich's ABC, Doubleday.
- Dietrich, Marlene (1990). Some Facts About Myself, Helnwein, Gottfried [Conception and photographs].

## Ostalo
1999. je u Hrvatskoj je napisana monodrama Marlene Dietrich koja je od premijere iste godine doživjela preko 400 uprizorenja na kazališnim pozornicama.

## Vanjske poveznice
- Službena stranica   Arhivirana inačica izvorne stranice od 28. prosinca 1996. (Wayback Machine)
- Marlene Dietrich na Internet Broadway Database
- Marlene Dietrich u internetskoj bazi filmova IMDb-u (engl.)
- Foto galerija na film.virtual-history.com